# Limunsudan-Wasserfall
Der Limunsudan-Wasserfall ist ein gestaffelter Wasserfall über zwei Kaskaden im Barangay Rogongon in der philippinischen Provinz Lanao del Norte. 
Die Wasserfälle befinden sich etwa 55 Kilometer entfernt von Iligan City. Mit einer Fallhöhe von 265 m sind sie die zweithöchsten Wasserfälle der Philippinen nach den Aliwagwag-Wasserfällen in der Provinz Davao Oriental. 
Allein der untere Kaskadenteil ist mit 122 m höher als die María-Cristina-Wasserfälle. Damit gehören die Limunsudan-Fälle zu den höchsten Wasserfällen in Asien.
Die Wasserfall wird in Iligan „Limunsudan Falls“ genannt, in Bukidnon heißt er auch „Mindamora Falls“ oder „Bayug Falls“.